# The Eagle (2011)
The Eagle  é um filme britano-americano de aventura histórica de 2011, dirigido por Kevin Macdonald. Adaptação de Jeremy Brock do livro de Rosemary Sutcliff chamado The Eagle of the Ninth (1954), cuja história se baseia no suposto desaparecimento da Nona Legião Romana na Bretanha durante o século II.

## Sinopse
No ano 140 DC, 20 anos após a Nona Legião Romana ter desaparecido no norte da Bretanha, acontecimento tido como uma derrota humilhante que levou à construção da Muralha de Adriano, o jovem centurião romano Marcus chega como o novo comandante da guarnição. O pai de Marcus era o líder da legião e desapareceu junto com 5 mil homens e o estandarte da Águia, provavelmente numa batalha contra os nativos celtas, o que causou desonra à família dele. E Marcus agora quer descobrir o que aconteceu e tentar restaurar o nome da família. Mas num ataque à guarnição é seriamente ferido e perde o posto de comando. Recuperando-se com a ajuda de um tio que vivia em Calleva, Marcus resolve partir com o escravo bretão Esca para investigar os rumores de que a águia estaria sendo cultuada por uma das tribos de guerreiros selvagens. Mas, além dos perigos da terra desconhecida, Marcus ainda deverá lidar com o rancor de Esca, cujo pai era rei de outra tribo nativa, os Brigantes.

## Elenco
- Channing Tatum — Marcus Flavius Aquila
- Jamie Bell — Esca
- Donald Sutherland — Tio Áquila
- Mark Strong — Guern/Lucius Caius Metellus
- Tahar Rahim —Príncipe nativo
- Denis O'Hare — Lutorius
- Dakin Matthews — Senador Claudius
- Pip Carter — Placidus
- Ned Dennehy — Chefe nativo

## Produção

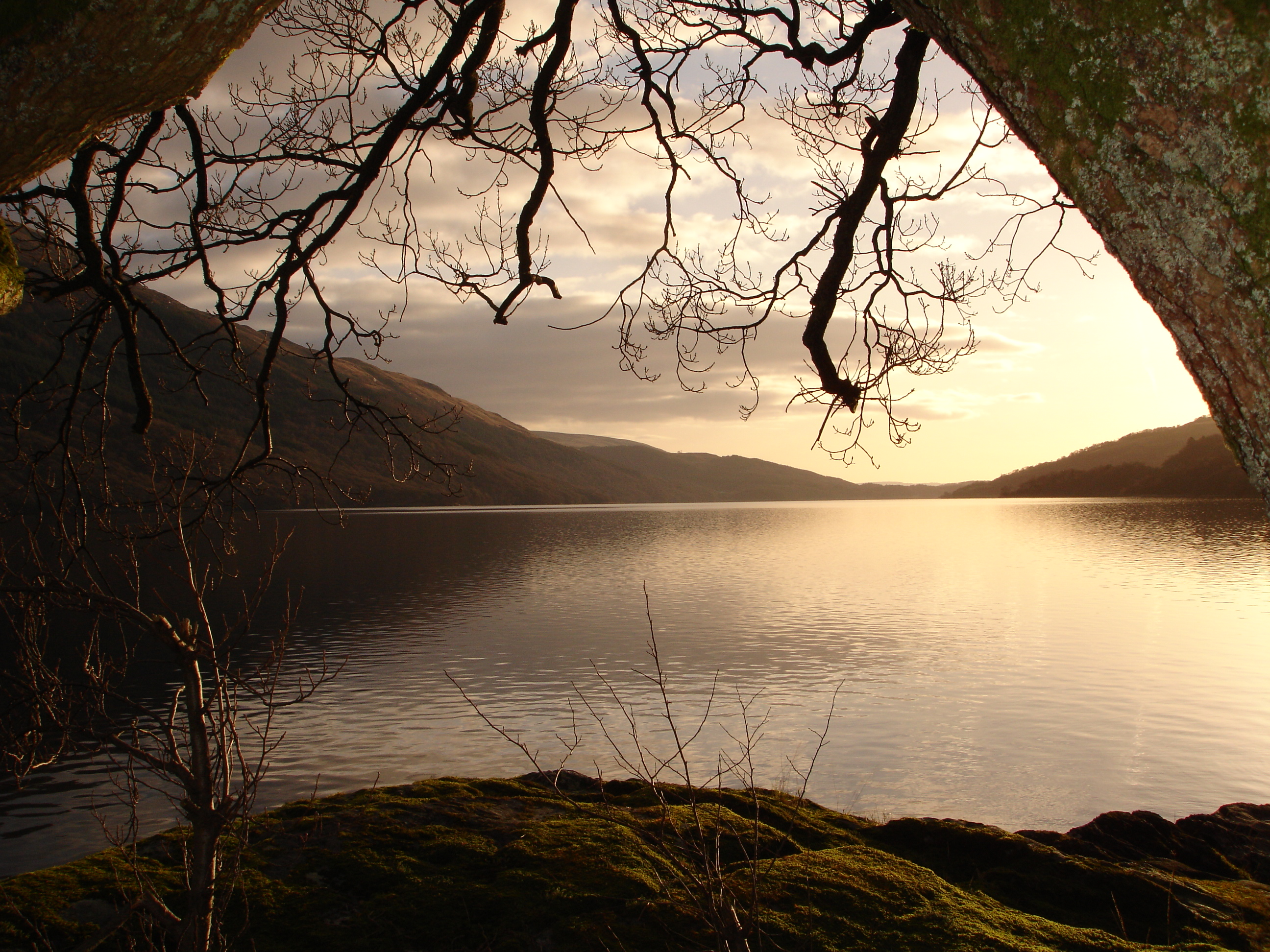
Vista de Loch Lomond, um dos cenários usados como locação

As filmagens começaram em 24 de agosto de 2009 na Hungria, para simular a antiga Inglaterra. Em outubro, a produção mudou para a Escócia, em Wester Ross e Loch Lomond, dentre outros lugares. O filme custou cerca de 15 milhões de libras ao produtor Duncan Kenworthy da Toledo Productions e foi cofinanciado pela Focus Features e Film4. Kevin Macdonald dirigiu a partir de um roteiro de Jeremy Brock, que adaptou romance histórico de Rosemary Sutcliff. O diretor de fotografia foi Anthony Dod Mantle, o diretor artístico foi Michael Carlin e os figurinos de Michael O'Connor. Justine Wright foi a editora. No Festival de Filmes de Cannes de 2009, The Eagle of the Ninth assegurou a distribuição mundial.
Macdonald queria que o filme fosse historicamente autêntico mas como pouco se sabia sobre as tribos que lutaram contra Roma — ao contrário de celtas, provavelmente Pictos— ele fez concessões. Por exemplo, o dialeto falado no filme é o Gaélico, provavelmente não usado na região antes do século V. A Linguagem Picta era a mais provável. "Foi o melhor que pudemos fazer" disse Macdonald. "Todos vocês podem criar com poucas pistas e acreditarem em seus instintos. Desse jeito, ninguém pode falar que estava errado". Apenas 1% dos escoceses falam gaélico, ou seja, 60 mil pessoas. Em agosto de  2009, muitos meninos foram entrevistados para o papel de um nativo do povo celta, entre nove e doze anos, sem sucesso. Daí Macdonald abriu entrevistas em Glasgow. E assim foi escolhido o menino de nove anos Thomas Henry de Newbarnsley, Belfast, educado no Gaélico Irlandês.

Macdonald descreveu sua ideia do povo nativo (tribo Leão Marinho):
 Eles são mais índios do que os celtas, que viviam no sul ... Provavelmente pequenos e escuros como os esquimós, vivendo de leões marinhos e vestindo peles desses animais. Nós criamos a cultura não como uma das conhecidas, mas que fosse convincente como sendo possível ter existido. Nós nos baseamos em pistas colhidas em lugares como Skara Brae e Tumba das Águias em Orkney, daí desenvolvemos símbolos pagãos, como o leão marinho e a águia. A razão deles terem tomado o estandarte romano era porque a águia era também um símbolo sagrado pagão.
Achiltibuie, uma vila ao norte da Escócia, foi usada para a locação da tribo do "Povo Leão Marinho". As filmagens começaram em 7 de outubro de 2009, e terminaram em 15 de outubro do mesmo ano. A principal locação foi em Fox Point, Old Dornie. A vila Picta foi construída em Fox Point para a maior parte das filmagens. Outros cenários incluem a praia Achnahaird e Loch Lurgainn. Macdonald queria usar os habitantes como figurantes. Os papeis deles foram "guerreiros", "princesas" e "anciões".
Ao contrário dos filmes de Hollywood sobre o Império Romano, Macdonald disse que os romanos seriam atores americanos e os inimigos, atores britânicos Os romanos foram interpretados por norte-americanos "para termos um pouco de simbolismo contemporâneo"  com Bell usando seu sotaque nativo e o gaélico escocês como se fosse a linguagem picta.
De acordo com Channing Tatum, os atores treinaram de 4 a 5 horas por dia para cada papel.
Apesar da maior parte do filme seguir a trama do livro, com poucas modificações e compactações, foram introduzidas cenas violentas num romance escrito para crianças.